# Балистичка гађања
Балистичка гађања служе за одређивање балистичких елемената, ради састављања таблица гађања или вршења провјере рада.
Према намјени гађања могу бити опитна, контролна, студијска и пријемна.

## По намјени
Опитним гађањем се утврђује да ли је постигнут задовољавајући стандард оруђа, муниције и барута. Контролно гађање се врши да би се утврдило у којој мјери су се промијениле балистичке особине (рецимо послије периода употребе). Студијско гађање утврђује узроке неке промјене балистичких особина или балистичко дефинисање цјелине или компоненти оружја. Пријемно гађање се врши да се утврди да ли је неко оруђе или оружје у оквиру стандарда потребног за пријем у борбене јединице.

## По мјерним елементима
Зависно од мјерних елемената, сва ова гађања могу бити: спољнобалистичка, унутрашњобалистичка, и обадва у исто вријеме. Само мјерење је обрађено у чланку Балистичка мјерења.
Унутрашњобалистичка гађања провјеравају оружје (или оруђе) и муницију као једну цјелину, или као појединачне елементе. Непосредна намјена може бити: балистичко испитивање барута, одређивање тежине барутног пуњења, одређивање диференцијалних коефицијената, торментација оруђа и муниције, режимирање оруђа и муниције и друго.
Спољнобалистичка гађања се врше на полигону, и користе за прављење таблица гађања и режимирање оруђа и муниције у сврху прецизности. Циљ је одређење што тачнијих балистичких коефицијената за разне елевације и барутна пуњења, и на основу њих се праве таблице гађања.